# Angels Fall First
Angels Fall First è l'album di debutto del gruppo musicale finlandese Nightwish, pubblicato nel 1997 sotto l'etichetta Spinefarm Records.
Si tratta di un album power metal con elementi folk, gotici e della musica classica.
L'edizione limitata (500 copie) conta 7 tracce, mentre quella rimasterizzata 10.

## Tracce
Tutti i testi sono stati scritti da Tuomas Holopainen, tutte le musiche sono state scritte dai Nightwish
Edizione standard
1. Elvenpath – 4:38
2. Beauty And The Beast – 6:22
3. The Carpenter – 5:56
4. Astral Romance – 5:11
5. Angels Fall First – 5:34
6. Tutankhamen – 5:30
7. Nymphomaniac Fantasia – 4:45
8. Know Why The Nightingale Sings – 4:13
9. Lappi (Lapland)
  1. Erämaajärvi – 2:15
  2. Witchdrums – 1:19
  3. This Moment Is Eternity – 3:12
  4. Etiäinen – 2:34

Edizione limitata
1. Astral Romance – 5:11
2. Angels Fall First – 5:34
3. The Carpenter – 5:56
4. Nymphomaniac Fantasia – 4:45
5. Once Upon A Troubadour – 5:21
6. A Return To The Sea – 5:48
7. Lappi (Lapland)
  1. Erämaajärvi – 2:15
  2. Witchdrums – 1:19
  3. This Moment Is Eternity – 3:12
  4. Etiäinen – 2:34

Edizione rimasterizzata
1. Elvenpath – 4:38
2. Beauty And The Beast – 6:22
3. The Carpenter – 5:56
4. Astral Romance – 5:11
5. Angels Fall First – 5:34
6. Tutankhamen – 5:30
7. Nymphomaniac Fantasia – 4:45
8. Know Why The Nightingale Sings – 4:13
9. Lappi (Lapland)
  1. Erämaajärvi – 2:15
  2. Witchdrums – 1:19
  3. This Moment Is Eternity – 3:12
  4. Etiäinen – 2:34
10. A Return to the Sea – 5:48

## Formazione
- Tarja Turunen – voce femminile
- Emppu Vuorinen – chitarre, basso
- Tuomas Holopainen – pianoforte, tastiere; voce maschile in Beauty and the Beast, The Carpenter, Astral Romance e Once Upon a Troubadour; voce narrante in Etiäinen
- Jukka Nevalainen – batteria

Altri musicisti
- Esa Lehtinen – flauto